# Kendra Wilkinson
Kendra Leigh Wilkinson (født 12. juni 1985) er en amerikansk TV-personlighed, glamour model og skuespiller, bedst kendt for sin rolle i reality-serien The Girls Next Door.

## Biografi
Kendra Wilkinson blev født i San Diego, Californien. Hun er af irsk, ukrainsk og engelsk afstamning. Hendes mor var oprindeligt fra New Jersey, og havde været cheerleader for Philadelphia Eagles. Hendes far voksede op i Pennsylvania og New Jersey. Wilkinson gik i gymnasiet, hvor hun dimitterede i 2003. Hun spillede softball for seks år med Clairemont Bobby Sox. Hun begyndte at arbejde som glamour model og har også kort arbejdet som kontorassistent for en tandlæge.

## Karriere
Wilkinson mødte Hugh Hefner i april 2004. Kort tid efter de mødtes bad Hefner Wilkinson om at være en af hans kærester, og hun flyttede ind på Playboy Mansion. Hun var også med på TV-serien The Girls Next Door, der fulgte hendes liv med Holly Madison og Bridget Marquardt.
Hun flyttede ud af palæet i 2009 efter at have mødt sin kommende mand, og filmede sin egen TV-serie til E! kaldet Kendra. Den første sæson handlede om hende, der bor alene og planlægger sit bryllup.

## Privatliv
Wilkinson blev gift med Hank Baskett (Henry Randall Baskett III) i juni 2009 på Playboy Mansion. I december 2009 fødte hun sit første barn, en dreng ved navn Hank Baskett IV (Henry Randall Baskett IV).